# BS11
Nippon BS Broadcasting Corporation (Nhật: 日本BS放送株式会社 Hepburn: Nippon Bīesu Hōsō Kabushiki Gaisha, Tập đoàn Truyền hình Nippon BS) là một đài phát sóng truyền hình vệ tinh tư nhân ở Kanda, Tokyo, Nhật Bản. Nó là một đài truyền hình độc lập và là một công ty con của Bic Camera. Kênh truyền hình của nó là BS11 (BS Eleven) và cho đến ngày 31 tháng 3 năm 2011 từng được gọi là BS11 Digital. Được thành lập dưới tên Nippon BS Broadcasting Kikaku (日本BS放送企画株式会社 Nippon Bīesu Hōsō Kikaku Kabushiki Kaisha) vào ngày 23 tháng 8 năm 1999, đài đổi thành tên như hiện tại vào ngày 28 tháng 2 năm 2007 và bắt đầu truyền dẫn truyền hình độ nét cao từ ngày 1 tháng 12 cùng năm.
BS11 chuyên phát sóng các chương trình tin tức, anime bao gồm anime khung giờ khuya và các chương trình 3DTV.

## Kênh
- Truyền hình: BS211ch